# Mustang Ranch
The Mustang Ranch, (ursprungligen känd som Mustang Bridge Ranch) var en bordell i Storey County, Nevada, åtta miles öster om Reno. Bordellen öppnade 1971, som Nevadas första licensierade bordell, något som därefter ledde till en legalisering av bordeller i 10 av 17 counties i delstaten.

## Bordellen i media
Filmen Love Ranch med Helen Mirren i huvudrollen är löst baserad på händelser på Mustang Ranch. Mirren har också, efter ett besök på bordellen 2008, sagt att hon tror fullständigt på idén med legala bordeller.